# アンデル・ゲバラ
アンデル・ゲバラ・ラホ（Ander Guevara Lajo、1997年7月7日 - ）は、スペイン・バスク州アラバ県ビトリア＝ガステイス出身のサッカー選手。プリメーラ・ディビシオン・デポルティーボ・アラベス所属。ポジションはMF。

## 経歴
バスク州アラバ県のビトリア＝ガステイスで生まれ、2012年にデポルティーボ・アラベスからレアル・ソシエダのカンテラに加入した。2015-16シーズンにソシエダのCチームへと昇格し、このシーズン中にBチームでのデビューも果たした。
2017年10月26日、コパ・デル・レイのリェイダ・エスポルティウ戦にて同じくソシエダカンテラ育ちのルベン・パルドとの交代でトップチームデビューした。2019年6月7日、クラブと2024年までの新契約を結び、2日後、正式にトップチームへと昇格した。
2023年7月9日、デポルティーボ・アラベスへ移籍し、4年契約を結んだ。

## タイトル

### クラブ
レアル・ソシエダ
- コパ・デル・レイ：1回（2019-20）